# Ekspertni sustavi
Ekspertni sustavi su računalni programi koji sadrže određena specifična znanja iz jednog ili više određenih područja znanosti. Ovakvi programi su komercijalizirani kroz 80e godine prošlog stoljeća, a razvili su ih znanstvenici u području umjetne inteligencije u 60im i 70im. Najčešći oblik ekspertnih sustava sastoji se od seta pravila po kojima se analiziraju informacije (koje su najčešće pružene od strane korisnika) o specifičnoj vrsti problema, ali i pružanja matematičke analize problema. Ovisno o njihovom dizajnu tj izvedbi, pružaju korisniku određene povratne informacije koje je potrebno poduzeti da bi se riješio zadani problem.
Ekspertni sustavi su od najveće pomoći za organizacije koje imaju visok nivo iskustva i znanja u direktnom i pravilnom rješavanju problema koje je teško prenijeti na druge članove te iste organizacije ili na nekog trećeg. Takvi su sustavi dizajnirani za lakše „prenošenje inteligencije“, znanja i informacija koje posjeduju stručnjaci prema drugim članovima organizacije u svrhu rješavanja problema.
Ekspertni sustavi kao najzastupljenije područje umjetne inteligencije definiraju se na različite načine, jedna od najjednostavnijih definicija je: (Jožef Štefan, Ljubljana) Ekspertni sustavi su sustavi koji oponašaju znanje eksperta.
Ekspertni sustavi su inteligentni programi na računalima koji koriste znanja i postupke zaključivanja, kako bi se riješili teški zadatci, kad oni zahtijevaju znatnu ljudsku stručnost. Kao model znanja nužnog za tu razinu može se zamisliti sveukupno stručno znanje najboljih praktičara na nekom polju rada (Lujić, 1993.).

## Komponente i način rada ekspertnih sustava
Osnovne komponente ekspertnih sustava su:
- komunikacijski međusklopovi
- modul zaključivanja
- baza znanja

Moduli zaključivanja izvršavaju algoritme za rješavanje zadataka tako da pozivaju neko od svojstava iz baze ili tako da pronađu nova svojstva iz svojstava koja su pohranjena u bazi znanja. Komunikacijski međusklopovi omogućavaju korisniku sve udobnosti rada sa sustavom na interaktivan način, a ujedno mu pružaju uvid u tijek donošenja zaključka. Može se module zaključivanja i komunikacijski međusklop podrazumijevati i kao jedinstveni modul koji se tada naziva ljuska ekspertnog sustava ili samo ljuska. Potrebno je naglasiti da jedna specifična ljuska daje na raspolaganje samo ograničeni broj metoda za reprezentaciju znanja i zaključivanja. 
Baze znanja u inteligentnim sustavima su apstraktni prikaz radne okoline ili svijeta u kojem sustav treba rješavati zadatke. Mogu biti iz problemske domene ili o načinu kako se problem rješava. No prije svega trebamo najprije definirati što je to znanje. Znanje: stvari koje su znane, rezultati dobiveni percepcijom. Ili jednostavnije rečeno znanje je spoj spoznaje i logike. Spoznaja uključuje nepropozicijsko razumijevanje (kao što su percepcija, pamćenje, refleks), ali i propozicijsko razumijevanje te razumijevanje sudova o nepropozicijskom razumijevanju. Logika je znanost koja proučava načela koja vode do ispravnih zaključaka.
Baza znanja sadrži:
- objekte i relacije među njima
- činjenice i nesigurne činjenice
- pravila svijeta i dezicijska pravila
- opise motivacije, cilja i stanja sustava
- metode rješavanja problema i heuristiku
- opis ponašanja
- hipoteze
- opise tipičnih situacija
- procese
- ograničenja
- metaznanje

Jedan od središnjih problema na području umjetne inteligencije jest razvoj dovoljno precizne i djelotvorne notacije za prikaz znanja u inteligentnom sustavu – sheme za prikaz znanja. 
Sheme za prikaz znanja moraju ispunjavati sljedeće uvjete:
- primjerenost prikaza – sposobnost prikaza svih vrsta znanja koja su potrebna za određeno područje.
- primjerenost zaključivanja – sposobnost baratanja prikazanim strukturama na takav način da se izvode nove strukture koje odgovaraju novom znanju dobivenom zaključivanjem na temelju starog znanja.
- djelotvornost zaključivanja – mogućnost ugradnje dodatne informacije u strukturu znanja, koja se može koristiti za usmjeravanje pažnje mehanizma zaključivanja prema obećavajućim smjerovima.
- djelotvornost učenja – sposobnost lakog prikupljanja znanja.

Jedna od poznatijih shema za prikaz znanja je taksonomija (J.Mylopoulos, H.J.Levasque, 1984.) uzima tri važna čimbenika. Svijet – zbirka objekata i/ili činjenica i zbirka odnosa koji postoje među njima. Stanje svijeta – zbirka svih objekata i odnosa među njima u određenom trenutku u nekom svijetu. Transformacija stanja – prouzrokuje nastajanje i/ili nestajanje objekta te promjene odnosa među njima. 
Ishodišne točke za prikaz znanja:
- Objekti i odnosi među njima – mrežne sheme za prikaz znanja
- Istinitost izjava o stanjima – logičke sheme za prikaz znanja
- Transformacije stanja – proceduralne sheme za prikaz znanja

## Područja primjene
Ekspertni sustavi su dizajnirani i stvoreni da bi rješavali zadatke u područjima financiranja, medicine, proizvodnje, računovodstva, kontrole procesa određenih aktivnosti i sl. Temelji uspješnog ekspertnog sustava ovise o nizu tehničkih procedura i razvitaka koji mogu biti dizajnirani od strane određenih tehničara i stručnjaka pojedinih područja koja su povezana s time. Kada neka organizacija počinje stvarati i implementirati svoj projekt ekspertnog sustava, koristit će selfsourcing (pojedinac koji izrađuje sustav koristi svoje znanje i oslanja se na sebe), insourcing (korištenje IT stručnjaka i postojećeg znanja, iskustva i sirovih podataka unutar same organizacije) i/ili outsourcing tehnike (korištenje usluga drugih organizacija za ostvarivanje projekta), što će reći da će biti potrebno koristiti i impregnirati znanja i iskustvo, tehnike poslovanja te organizacije ali i ona znanja do kojih se je došlo promatranjem i istraživanjem okoline i drugih organizacija u okolini, te jednim dijelom i izvjesnim planiranjem budućih događanja unutar te same organizacije i predviđanjem promjena u okolini.
No, treba napomenuti da ekspertni sustavi nisu savršena umjetna inteligencija, već su dosta usko orijentirani i često mogu griješiti ako ih se koristi za rješavanje pojedinih problema izvan domene za koju su stvoreni.

## Stvaranje i razvoj ES-a
U kontakt s ekspertnim sustavima dolaze tri vrste pojedinaca - primarno je to krajnji korisnik koji koristi sustav za rješavanje problema i kao pomoć pri odlučivanju. 
Druga dva se javljaju kao glavni konstruktori u izgradnji i održavanju sustava. Tu sudjeluju stručnjak iz određenog područja za koje se sustav izrađuje -  on gradi sustav i snabdijeva bazu znanja koristeći svoje znanje i iskustvo u domeni za koju se sustav izrađuje, te inženjer koji pomaže stručnjaku (ili više njih) u reprezentaciji njihova znanja, unosi znanje u modul objašnjavanja i definira sučelje i tehnike potrebne za izvođenje zadovoljavajućeg programa za ekstrakciju rješenja problema.
Inženjer prezentira aktivnosti rješavanja problema kroz set pravila koji se zove baza znanja.